# Dermite séborrhéique
 Mise en garde médicale

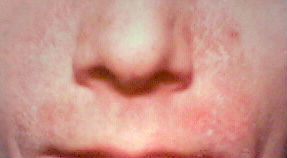
dermite séborrhéique

La dermite séborrhéique (DS), également appelée dermatite séborrhéique, est une dermatose inflammatoire cutanée fréquente (observée chez 3% à 5% de la population) se présentant sous la forme de plaques rouges, recouvertes de squames grasses et jaunâtres, plus ou moins prurigineuses, prédominant dans les zones riches en glandes sébacées, les zones séborrhéiques.
La dermatite séborrhéique est généralement une maladie chronique, récurrente, et psychosomatique. Les personnes atteintes peuvent en souffrir de quelques jours à plusieurs mois avec potentiellement des rechutes.
Les lésions cutanées sont actuellement attribuées à la réponse inflammatoire de la peau confrontée à des levures du genre Malassezia.

## Symptômes et maux
La topographie des lésions est très évocatrice : sillon nasogénien, ailes du nez, racine du cuir chevelu, sourcils, paupières, conduit auditif externe. Son extension en dehors du visage et du cuir chevelu peut concerner la zone pré-thoracique, le dos au niveau de la colonne vertébrale, les régions génitales, les plis cutanés. D'importantes démangeaisons peuvent apparaître, mais aussi être totalement absentes.

## Épidémiologie
On la rencontre à la fois chez l'adulte et le nourrisson (de moins de 3 mois), chez qui elle se signale par les classiques « croûtes de lait » dans le cuir chevelu et un érythème fessier. Chez l'adulte, cette pathologie s'observe surtout sur des sujets âgés entre 20 et 40 ans. On observe un pic entre la fin de l’adolescence et l’âge adulte, puis après 65 ans.
Les hommes sont plus fréquemment atteints que les femmes. Chez les femmes, le développement s'observe plus particulièrement au moment de la ménopause.
La pathologie, d'origine inflammatoire et multifactorielle, n'est pas contagieuse (Malassezia furfur étant un agent commensal de la peau présent chez tous les êtres humains), et elle peut évoluer par poussées déclenchées le plus souvent par le stress, et la pollution. Elle est typiquement plus sévère en cas de climats secs et froids .
Le rôle du soleil est débattu  : l'absence d'exposition au soleil provoque indirectement des troubles saisonniers de l'humeur, à type de dépression et de stress favorisant les poussées de dermite séborrhéique. Cependant, les UV n'ont pas d'effet direct prouvé dans l'amélioration de la dermite séborrhéique (à la différence du psoriasis), et on ne saurait recommander une exposition solaire thérapeutique dans cette pathologie.

## Conséquences et complications
À la suite du grattage, des lésions de la peau peuvent survenir et, accessoirement, s'enflammer et saigner. Les zones touchées peuvent réagir notablement à des produits cosmétiques, mais guérissent dans tous les cas sans former de cicatrices visibles.

## Physiopathologie
Bien que le mécanisme physiopathologique ne soit pas entièrement élucidé, l'efficacité des traitements ainsi que les résultats d'études de biologie moléculaire fournissent des indices.
Les rougeurs, le grattage et la desquamation associés à la dermite séborrhéique sont causées par des changements dans le fonctionnement des cellules de la peau,.
La levure Malassezia furfur (syn. Pityrosporon ovale) semble causer une réponse immune non spécifique qui débute par une cascade de modifications cutanées chez le sujet touché par la dermite atopique. Cette levure est un composant naturel de la flore cutanée chez les sujets sains, mais chez les personnes touchées par la dermite atopique, la levure envahit la couche cornée, libère des lipases qui forment des acides gras libres et entraîne le déclenchement du processus inflammatoire. Malassezia prolifère préférentiellement dans les environnements riches en lipides et se trouve favorisée en présence de ces acides gras libres.
L'inflammation cause une hyperprolifération plus importante de la couche cornée, puis sa desquamation, et une différenciation incomplète des cornéocytes, ce qui altère la barrière cornée et ses fonctions, alimentant ainsi la prolifération de Malassezia. L'eau s'échappe également plus facilement des cellules.

## Causes
Son étiopathogénie est mal comprise mais implique des levures du genre Malassezia. On estime qu'environ la moitié de l'ensemble des humains présentent une prédisposition génétique face à cette pathologie. Cependant, cela n'implique nullement qu'ils développeront effectivement cette affection.

### Stress
Parmi les facteurs déclenchants et aggravants identifiés, les composantes psychogènes jouent un rôle non négligeable. De nombreuses études scientifiques ont mis en évidence une corrélation significative entre les poussées de dermite séborrhéique et des états de stress aigu ou chronique, d’anxiété généralisée, de fatigue persistante et de surmenage. Ces états sont susceptibles d'altérer l'homéostasie neuro-immuno-cutanée.
Sur le plan physiopathologique, le stress chronique active l’axe hypothalamo-hypophyso-surrénalien (HHS), entraînant une sécrétion accrue de cortisol. Cette hypercortisolémie relative peut induire une immunosuppression locale, une dysrégulation de la barrière cutanée, et altérer la qualité du sébum, favorisant ainsi la prolifération de Malassezia spp., levure lipophile considérée comme un agent clé dans la genèse de la dermite séborrhéique.
Par ailleurs, le stress psychologique active également le système nerveux autonome, en particulier le système sympathique, ce qui contribue à une sécrétion sébacée excessive, et influe sur l’environnement microbien cutané. Ce terrain devient propice à l’inflammation et à la desquamation caractéristiques de la pathologie.
Il convient de noter que la dermite séborrhéique, par son caractère récidivant, son aspect visible (érythème, squames grasses localisées sur le visage, le cuir chevelu, et parfois les régions intertrigineuses), et son impact esthétique, peut elle-même générer une détresse psychologique importante. Ce retentissement psychodermatologique peut conduire à un cercle vicieux : le stress favorise les poussées, et l’impact psychosocial des lésions cutanées alimente à son tour l’anxiété, l’auto-stigmatisation, gêne, mal-être, voire isolement social. Ce retentissement émotionnel exacerbant encore les symptômes dermatologiques.

### Déficit immunitaire
La dermite séborrhéique a également une prévalence plus forte lorsqu'elle est associée à certaines maladies graves impliquant un déficit immunitaire (34 à 83 %), avec en premier lieu les patients atteints du VIH en phase Sida (pas les simples porteurs), dont jusqu'à 80 % peuvent être touchés. Dans une moindre mesure, les cancers des voies aérodigestives, ainsi que l'état du système nerveux central, semblent avoir leur importance. La dermite séborrhéique peut aussi s'observer chez les personnes atteintes de la maladie de Parkinson, ou en cas d'accident vasculaire cérébral.
L'inverse n'est cependant pas vrai : si la déficience immunitaire causée par ces maladies accroît le risque d'apparition de la dermite, la dermite elle-même n'implique pas de risque accru de développer une maladie grave. Les personnes atteintes de ces maladies ne représentent qu'une minorité des personnes touchées par la dermite séborrhéique, qui survient le plus typiquement chez des personnes saines. En d'autres termes, si quelqu'un a un système immunitaire affaibli (par exemple, en raison du VIH ou d'un cancer), il peut avoir un risque accru de développer de la dermite séborrhéique. Cependant, ce n'est pas parce que vous avez de la dermite séborrhéique que vous courrez un risque plus élevé de développer des maladies graves comme le VIH ou les cancers.
La dermite séborrhéique reste donc une affection bénigne dans la majorité des cas, et la grande majorité des personnes qui en souffrent ne sont pas atteintes de maladies graves ou d'un déficit immunitaire. La dermite est simplement plus fréquente chez ces personnes, mais elle n'est pas une cause directe de maladie grave.

## Traitements
Le traitement de la dermite séborrhéique est symptomatique et ne permet pas de guérison définitive. Il a pour objectifs de réduire la colonisation de la peau par Malassezia, l'inflammation et la séborrhée. En d'autres termes il s'agit de réduire les signes visibles ainsi que le prurit et l'eczéma en agissant sur l'agent causal et les symptômes.
Une toilette locale à l'aide d'une base lavante douce est à privilégier. Il serait préférable d'éviter les gels douches shampoings à base de Sodium Lauryl / Laureth Sulfate, irritants[réf. nécessaire].
Le traitement de la dermite séborrhéique infantile comporte des émollients qui aident la chute des squames comme l'huile d'olive ou minérale. Les squames peuvent être enlevées avec une brosse pour enfants,.
Le traitement de la dermite séborrhéique chez l'adolescent est identique à celui de l'adulte.
Le traitement topique peut comprendre :
- un shampooing à la pyrithione de zinc, à la piroctone-olamine, au kétoconazole ou au sulfure de sélénium. Le shampoing doit rester au contact des cheveux pendant au moins cinq minutes pour garantir une exposition adéquate du cuir chevelu[18] ;
- un médicament topique antifongique contenant un imidazolé (comme le kétoconazole) ;
- un médicament topique antifongique contenant de la ciclopiroxolamine (famille des hydroxypyridones)[19] ;
- un gel de gluconate de lithium ;
- un dermocorticoïde, dont l'utilisation est à limiter car il crée une accoutumance, ne permettant ainsi pas un traitement définitif sur le long terme et entraîne un effet rebond [20].

En regard de la physiopathologie :
- les kératolytiques (sulfure et acide salicylique) aident à supprimer la surface externe de la couche cornée hyper-proliférante ;
- les shampooings à base de dérivés de goudrons de houille sont aussi utilisés, réputés faire décroitre le taux de production de la couche cornée[réf. nécessaire]. Néanmoins les goudrons de houille (Coal Tar), contiennent des composés carcinogènes[21] dont l'absorption à partir d'un usage topique a été démontrée[22] et plusieurs revues de la littérature concluent que les études démontrant leur innocuité ou leurs conséquences avérées manquent et qu'il serait nécessaire d'en conduire de nouvelles. Il faut par ailleurs, lors de leur usage, garder à l'esprit leurs effets irritants et photosensibilisants ainsi que leur propension à provoquer des symptômes acnéiques[23] ;
- les antifongiques réduisent la population de Malassezia ;
- les anti-inflammatoires comme les corticostéroïdes et les inhibiteurs de la calcineurine réduisent la réponse inflammatoire.

Une aggravation malgré les traitements n'est pas un signe de perte d'efficacité des traitements mais un signe d'évolutivité de la maladie. Très souvent, la réassurance et le maintien des traitements sont suffisants, les changements dans le traitement n'étant à réserver que pour les aggravations persistantes des symptômes,.

## Résultats
La dermatite séborrhéique est généralement une maladie chronique et récurrente. Les personnes atteintes peuvent en souffrir pendant plusieurs semaines ou plusieurs mois, mais elle peut également durer des années ou toute la vie. Il peut y avoir des périodes de rechute et d'aggravation.